# If Only (filme)
If Only é um filme britânico de 2004 dirigido por Gil Junger.
Estrelado por Jennifer Love Hewitt como Samantha Andrews e Paul Nicholls como Ian Wyndham, casal de namorados que, apesar de terem muitos planos para o futuro, não se dão muito bem, pois enquanto ela quer dar todo seu amor, ele se prende completamente ao trabalho.

## Enredo
Levando-nos através de um dia na vida de Ian e Sam, o filme começa mostrando diferentes eventos, como Sam se queimando com o bule, o relógio de Ian quebrando, Sam ficando com Coca-Cola derramada sobre ela e Ian ser interrompido por Sam durante uma reunião importante no trabalho.
À medida que o dia avança. Ian entra em um táxi e começa a dialogar com o taxista (Tom Wilkinson) sobre o namoro dele com Sam. Ele conta ao taxista suas dificuldades no relacionamento com Sam, o motorista recomenda que ele deve apenas amá-la como se ela não estivesse viva amanhã. Após o concerto de Sam naquela noite, Ian se irrita com o aluno de Sam que diz que namoraria Sam se estivesse com alguns anos a mais.
No jantar Sam confronta Ian onde sua frustração ferve. Ela fica com raiva de Ian com a sua atitude em relação a ela e lhe diz que ela só quer que ele a ame. Sam sai do restaurante em lágrimas, entra em um táxi que passava e como Ian está ao lado dela, ele percebe que o motorista é o mesmo homem que andava com ele mais cedo naquele dia. O homem dá á Ian um sorriso sinistro e, quando o relógio bate 23:00, Sam fecha a porta, deixando Ian ali. Ian faz uma última tentativa de se reconciliar com Sam e corre atrás do táxi que para em um semáforo. Antes de ele chegar lá, as luzes mudam e o táxi começa a andar novamente. Então inesperadamente o táxi é atingido violentamente por um outro carro. Ian para e cai de joelhos em estado de choque.
Em um hospital próximo, Sam está sendo levada para a sala de emergência e Ian está andando pelo hospital procurando por ela. Ele chega do lado de fora da sala onde Sam foi e através de uma janela a vê ferida e cercada pela equipe médica. Sam olha para Ian, com uma expressão vazia no rosto, Ian começa a chorar e antes que os médicos possam ajudá-la.  Sam não resiste aos ferimentos e morre, Ian cai no chão do hospital em descrença.
Vemos Lottie (Lucy Davenport) amiga de Sam entrar em uma sala do hospital, onde Ian está sentado em uma cadeira. Os dois começam a chorar. Ian vai voltar para seu apartamento, encontra o caderno de Sam e abre-o, encontrando uma música que ela estava escrevendo. Ele adormece segurando o caderno perto dele.
À medida que o dia seguinte começa, Ian acorda com o livro ainda firme. Ele fica chocado ao ouvir uma voz atrás dele, diga-lhe para não ler uma palavra. Ele pula e grita, só para ver Sam de pé em seu apartamento. Após a confusão inicial, Ian chega à conclusão de que o dia anterior deve ter sido um sonho e continua pela manhã, feliz por ter Sam ao seu lado, mas os mesmos eventos começam a acontecer, e então percebe que tem a chance de demonstrar o seu amor para Sam, antes que seja tarde demais.

## Trilha Sonora
- "Love Will Show You Everything" - Música de Paul Englishby interpretada por Jennifer Love Hewitt.
- "Take My Heart Back" - Música de Chris Canute interpretada por Jennifer Love Hewitt.